# Craig Beattie
Pour les articles homonymes, voir Beattie.
Craig Beattie, né le 16 janvier 1984 à Glasgow, est un footballeur écossais. C'est un jeune attaquant très prometteur de l'équipe d'Écosse (7 sélections pour 1 but) et formé au Celtic FC. Avec son club formateur il a marqué de nombreux buts malgré ses nombreuses blessures, lors de la saison 2005-2006 il a marqué 7 buts lors des premières journées et du tour préliminaire de la Ligue des champions avant de se blesser et de manquer le reste de la saison. En juillet 2007 il s'est engagé avec le club anglais de West Bromwich Albion. Il est prêté en mars 2008 à Preston North End. Il est prêté ensuite de septembre à décembre 2008 à Crystal Palace avant de revenir à West Bromwich Albion. En février 2009, il est de nouveau prêté, cette fois-ci à Sheffield United.
À l'issue de la saison 2010-2011, Swansea est promu en Premier League et Beattie n'entrant plus dans les plans de son entraîneur Brendan Rodgers, il est prêté deux mois et demi (entre le 24 octobre 2011 et le 8 janvier 2012) à Watford, club de Championship.